# Giorgio Ferroni
Giorgio Ferroni (Perugia, 12 aprile 1908 – Roma, 17 agosto 1981) è stato un regista italiano.

## Biografia
All'inizio degli anni trenta, iniziò a lavorare negli stabilimenti Cines in qualità di assistente di Gennaro Righelli. Nell'immediato secondo dopoguerra diresse alcuni film legati al movimento neorealista (fra cui Pian delle stelle e Tombolo, paradiso nero). Durante la sua lunga carriera ha alternato produzioni di carattere documentaristico a produzioni cinematografiche tradizionali, spesso nell'ambito del cinema di genere, spaziando tra diversi filoni (melodramma strappalacrime, peplum, horror, western, storico, avventuroso).
Nella seconda metà degli anni sessanta ha usato anche lo pseudonimo di Jackson Calvin Padget, nome americanizzato come si usava per i western italiani di quel periodo.

## Filmografia
- Pompei (1936)
- Criniere al vento (1938)
- Armonie pucciniane (1938)
- Terra di fuoco (1939)

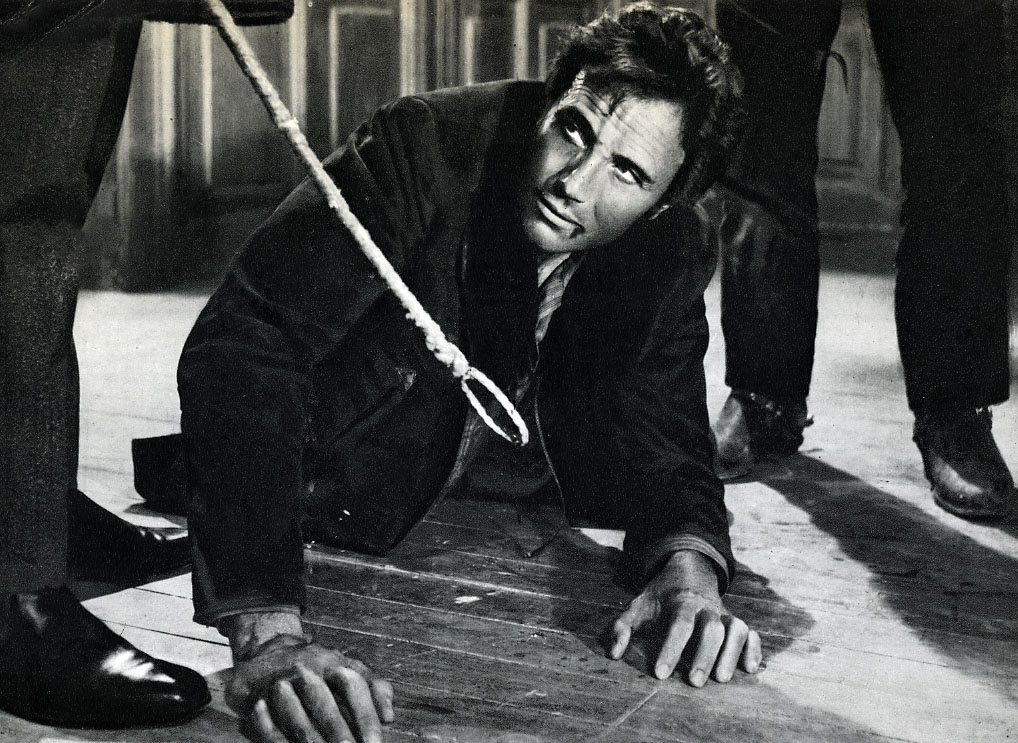
Anthony Steffen nel film Il pistolero segnato da Dio (1968)

- In vacanza con i principini (1940)
- Cinque minuti con la nazionale di calcio (1940)
- L'ebbrezza del cielo (1940)
- L'accademia dei vent'anni (1941)
- Il fanciullo del West (1942)
- Arcobaleno - incompiuto e inedito (1943)
- Macario contro Zagomar (1944)
- Casello n. 3 (1945)
- Senza famiglia (1946)
- Ritorno al nido (1946)
- Pian delle stelle (1946)
- Tombolo, paradiso nero (1947)
- Vivere a sbafo (1949)
- Marechiaro (1949)
- Qualcuno pensa a noi (1952)
- Ai margini della città (1954)
- Vertigine bianca (1956)
- L'oceano ci chiama (1957)
- Ricordi Pucciniani (1958)
- Il mulino delle donne di pietra (1960)
- Le baccanti (1961)
- La guerra di Troia (1961)
- Ercole contro Moloch (1963)
- Il colosso di Roma (1964)
- Il leone di Tebe (1964)
- Coriolano eroe senza patria (1964)
- Un dollaro bucato (1965)
- New York chiama Superdrago (1966)
- Per pochi dollari ancora (1966)
- Wanted (1967)
- Il pistolero segnato da Dio (1968)
- La battaglia di El Alamein (1969)
- L'arciere di fuoco (1971)
- La notte dei diavoli (1972)
- Antonio e Placido - Attenti ragazzi... chi rompe paga (1976)

## Riconoscimenti
- Mostra internazionale d'arte cinematografica
  - 1936 – Medaglia di segnalazione speciale per Pompei
  - 1938 – Targa per il miglior cortometraggio a soggetto per Armonie pucciniane
  - 1939 – Medaglia di segnalazione speciale per Criniere al vento
  - 1941 – In concorso per la Coppa Mussolini con L'accademia dei vent'anni
  - 1942 – In concorso per la Coppa Mussolini con Passo d'addio
  - 1946 – In concorso per il miglior film con Pian delle stelle
  - 1949 – Menzione per un film culturale di carattere non scolastico per Armonie lucchesi
  - 1950 – In concorso per il Leone d'oro al miglior film con Serenità canavesane
  - 1953 – Menzione per un documentario su problemi e realizzazioni sociali per Inchiesta parlamentare sulla miseria
  - 1956 – Diploma di merito con menzione per un cortometraggio a colori per Seguendo il Serchio e San Gimignano
  - 1957 – Diploma speciale per film ricreativi per bambini fino a 7 anni per Le vacanze di Dolly

- Festival internazionale del cinema di San Sebastián
  - 1957 – In concorso per la Concha de Oro con L'oceano ci chiama